# Série 4000

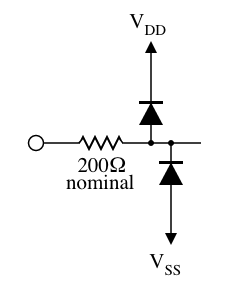
Schéma équivalent du circuit de protection des entrées des portes logiques CMOS 4000B de Fairchild.

La série 4000 est la classification utilisée pour référencer les circuits intégrés standards qui implémentent une variété de fonctions logiques utilisant la technologie CMOS. Cette série fut introduite par RCA sous le nom CD4000 COS/MOS en 1968, avec une alimentation basse tension et une alternative plus souple aux circuits intégrés 7400 utilisant une technologie logique TTL. Presque tous les fabricants de circuits intégrés de l'époque ont fabriqué cette série.
Initialement, la série 4000 était moins rapide que la série  7400 TTL, mais avait l'avantage de consommer moins d'énergie, la possibilité de fonctionner avec une plage de tensions plus vaste (de 3 V à 15 V) et une conception de circuit plus simple.